# 마이클 스코필드
마이클 스코필드(Michael Scofield)는 드라마 《프리즌 브레이크》의 주인공으로, 웬트워스 밀러가 맡았다.